# 김상욱 (물리학자)
김상욱(1970년~)은 대한민국의 물리학자로, 경희대학교 이과대학 물리학과 교수로 재직 중이다.
고등학생 때부터 물리학자가 되기를 꿈꿨으며, '상대론적 혼돈 및 혼돈계의 양자 국소화에 대한 연구'로 박사학위를 취득했다. 
다양한 인문, 교양, 예능 프로그램에 출연하고 여러 저서를 쓰는 등 대한민국 과학의 대중화에 힘쓰고 있다.

## 경력
- 1995년 3월 ~ 1995년 12월 한국전자통신연구소 위촉연구원
- 1998년 1월 ~ 1998년 6월 미국 하버드대학교 위촉 연구원
- 1998년 3월 ~ 2000년 2월 포항공과대학교 박사후연구원
- 2000년 3월 ~ 2001년 4월 카이스트 박사후연구원
- 2001년 5월 ~ 2003년 8월 독일 막스플랑크연구소 방문연구원
- 2003년 9월 ~ 2004년 2월 서울대학교 BK 조교수
- 2004년 3월 부산대학교 사범대학 물리교육과 교수
- 2018년 ~ 경희대학교 이과대학 물리학과 교수

## 학력
- 카이스트 물리학과 학사
- 카이스트 대학원 물리학과 석사
- 카이스트 대학원 물리학과 박사

## 수상
- 2012년 한국물리학회 봄 정기학술대회 우수발표상

## 방송
- 2015년 ~ 2017년 《김제동의 톡투유》 (JTBC)
- 2018년 《알쓸신잡 3》 (tvN)
- 2019년 《요즘책방 : 책 읽어드립니다》 (tvN)
- 2019년 《도대체 시간이란 무엇인가》 (카오스강연)
- 2020년 《금요일 금요일밤에》 (tvN)
- 2020 ~ 2021년 《선을 넘는 녀석들》 (MBC)
- 2022년 《알아두면 쓸데있는 범죄 잡학사전》 (tvN)
- 2022년 《알아두면 쓸데없는 신비한 잡학사전》 (tvN)

## 저서
- 2009년 <영화는 좋은데 과학은 싫다고?>
- 2016년 <김상욱의 과학 공부>
- 2017년 <과학은 논쟁이다>(공저)
- 2017년 <김상욱의 양자 공부>
- 2017년 <과학은 그 책을 고전이라 한다>(공저)
- 2018년 <빅뱅 여행을 시작해!>
- 2018년 <과학자를 울린 과학책>(공저)
- 2019년 <떨림와 울림>
- 2020년 <뉴턴의 아틀리에>(공저)
- 2023년 <하늘과 바람과 별과 인간>